# Didem Akın
Didem Akın (Ankara, 1 de maig de 1971) és una ex jugadora de basquetbol i directora esportiva. Va jugar moltes anys a Fenerbahçe on és directora de l'equip femení des del 2005. Va participar, com a jugadora, set vegades a l'Eurolliga de bàsquet femenina. També va ser jugadora de la selecció nacional turca. El seu marit, Raşit Akın, és el responsable de basquetbol femení de la Federació Turca de Bàsquet.